# União EC
Der União Esporte Clube, auch bekannt als União de Rondonópolis, ist ein Fußballverein aus Rondonópolis im brasilianischen Bundesstaat Mato Grosso.
Aktuell spielt der Verein in der vierten brasilianischen Liga, der Série D.

## Erfolge
- Torneio Incentivo: 1975, 1976, 1979
- Staatsmeisterschaft von Mato Grosso: 2010
- Staatspokal von Mato Grosso: 2017, 2021

## Stadion

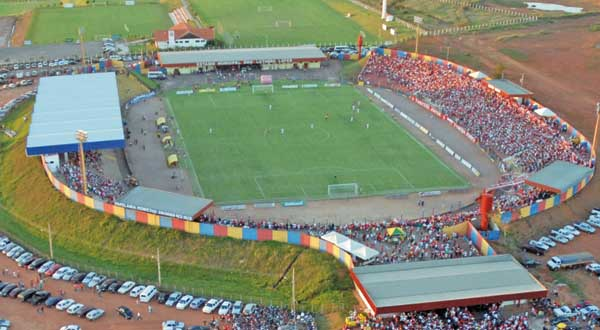
Estádio Municipal Engenheiro Luthero Lopes

Der Verein trägt seine Heimspiele im Estádio Municipal Engenheiro Luthero Lopes, auch unter dem Namen Caldeirão bekannt, in Rondonópolis aus. Das Stadion hat ein Fassungsvermögen von 18.720 Personen.

## Trainerchronik
Stand: 25. Juni 2021
| Trainer           | Nation    | von               | bis             |
| ----------------- | --------- | ----------------- | --------------- |
| Bolívar           | Brasilien | 5. Februar 2018   | 9. Februar 2018 |
| Júlio César Nunes | Brasilien | 31. Dezember 2020 | 15. April 2021  |
| Odil Soares       | Brasilien | 2. Dezember 2021  | ?               |
| Odil Soares       | Brasilien | 17. Januar 2023   | 4. August 2023  |